# Кам'янка (притока Мокрого Яланчика)
Кам'янка — річка в Україні у Амвросіївському районі Донецької області. Ліва притока річки Мокрого Яланчика (басейн Азовського моря).

## Опис
Довжина річки приблизно 10,41 км, найкоротша відстань між витоком і гирлом — 9,18  км, коефіцієнт звивистості річки — 1,13 . Формується багатьма балками та загатами.

## Розташування
Бере початок на південній околиці селища Лисиче. Тече переважно на південний захід через село Петропавлівку і на південно-східній околиці села Василівки впадає у річку Мокрий Яланчик.

## Цікаві факти
- Від витоку річки на північно-східній стороні на відстані приблизно 2,04 км пролягає автошлях Т 0507[3] (автомобільний шлях територіального значення у Донецькій області. Пролягає територією Донецької, Макіївської та Харцизької міськрад, а також територією Амвросіївського району через Донецьк — Макіївку — Харцизьк — Іловайськ — Амвросіївку — Успенку (пункт контролю). Загальна довжина — 62,5 км.).
- У XX столітті на річці існували газголдер та декілька газових свердловин[2].